# Amante (náutica)
En náutica, el amante es el nombre que en general se da a todo cabo grueso que, hecho firme uno de sus extremos a una percha, cáncamo, relinga de vela, etc., y con un motón cosido al otro, tiene por objeto suspender algo con relativamente poco esfuerzo. (fr. Itague; ing. Runner, Pendant; it. Amante).

## Tipos
Según los puntos en que van instalados y maniobras a que se les destina, son distintos los amantes, en longitud y mena, y reciben nombres variados:
- Amante de virador: es el que sirve para guindar los masteleros de gavia y velacho. (fr. Guinderesse; ing. Top rope; it. Amante di capo buon).
- Amante de guindar: en los faluchos es el cabo grueso de que se valen para izar y arriar la entena.
- Amante de rizos: es el que con su palanquín al extremo sirve para suspender por la relinga de caída las velas de gavia, a fin de facilitar la faena de tomar rizos. (fr. Itague de palan de ris; ing. Reef tackle pendent; it. Amante di terzuarolili).
- Amante de porta: es el cabo de grueso proporcionado con que por medio de un aparejuelo hecho firme en su extremo interior se levantan las portas de la batería.[1] (fr. Itague de sabord; ing. Port rope; it. Amante di porta)